# Raúl Águila
Raúl Cornelio Águila Herrera (* 16. September 1930 in Arica; † 29. September 2016 in La Florida) war ein chilenischer Fußballspieler. Er spielte als Stürmer und wurde mit Audax Italiano chilenischer Meister 1957.

## Vereinskarriere
Raúl Águila spielte ab 1951 für den Hauptstadtklub Audax Italiano. Mit dem Klub italienischer Einwanderer gewann er die Meisterschaft 1957. Nach zwölf Jahren bei Audax wechselte Águila zu Unión San Felipe, wo er 1965 seine Karriere beendete. Im letzten Karrierejahr wurde er zu Chiles Fußballspieler des Jahres ernannt.

## Nationalmannschaft
In der Nationalmannschaft debütierte Raúl Águila im August 1956 unter Trainer José Salerno beim 3:0-Erfolg im Freundschaftsspiel gegen die Tschechoslowakei. Im März 1957 wurde Águila für den Campeonato Sudamericano 1957 in Peru nominiert und absolvierte fünf der sechs Turnierspiele für La Roja. Das Team von Trainer Salerno beendete das Turnier mit einem Sieg, einem Unentschieden und vier Niederlagen auf dem vorletzten Platz.
Águila spielte nach dem Turnier noch ein Länderspiel gegen Bolivien bei der Qualifikation zur Fußball-Weltmeisterschaft 1958, für die sich La Roja nicht qualifizierte. Insgesamt absolvierte er sieben Länderspiele, ein Tor gelang ihm allerdings nicht.

## Erfolge
- Chilenischer Meister: 1957

## Auszeichnungen
- Fußballspieler des Jahres: 1965